# Stabello
Stabello [staˈbɛlːo] (Stàbel [ˈstabɛl] o Stabèl [staˈbɛl] in dialetto bergamasco) è dal 1928 una frazione del comune di Zogno in provincia di Bergamo, situata sul lato destro della val Brembana, nelle Orobie; dista 15 km dal capoluogo orobico e 2 km dal medesimo comune di Zogno cui essa appartiene.

## Etimologia
Il nome Stabello deriva dal latino Stabulum che significa stalla, scuderia, ovile. Stabulum dovrebbe essersi evoluto in stabulu (perdita dell'ultima vocale già in epoca antica) > stablu (scomparsa delle vocali atone, anche questa piuttosto antica) > stabl (perdita delle vocali finali differenti da a)  > stàbel (introduzione di una vocale epentetica come in fùren, còren, lìber, ecc.). Questa ipotesi di evoluzione è coerente con le leggi fonetiche comunemente accettate.
Del Quattrocento è la chiesa parrocchiale di Santo Stefano.

## Sport
È  presente una società sportiva, l’A.S.D. Stabello, la cui squadra di calcio a sette disputa il campionato bergamasco CSI (gruppo B). I colori sociali sono arancio e nero.
Dalla stagione 2023-2024 le partite casalinghe vengono disputate sul campo sito nella frazione, dopo che per diversi anni le partite casalinghe venivano disputate sul campo di Ascensione di Costa Serina.  
Vincendo il derby zognese con l’Endenna per 5-3, sabato 12 aprile 2025, l’A.S.D Stabello ha ottenuto per la prima volta l’accesso al gruppo A del campionato provinciale CSI bergamasco di calcio a 7, categoria Liberi.   